# Patinatge de velocitat als Jocs Olímpics d'hivern de 1952
Als Jocs Olímpics d'Hivern de 1952 celebrats a la ciutat d'Oslo (Noruega) es disputaren quatre proves de patinatge de velocitat sobre gel, totes elles en categoria masculina. Les proves es realitzaren entre els dies 16 i 19 de febrer de 1952 a l'Estadi Olímpic d'Oslo.

## Resum de medalles
| Prova             | Or               | Argent            | Bronze            |
| 500 m. detalls    | Ken Henry        | Don McDermott     | Gordon Audley     |
| 500 m. detalls    | Ken Henry        | Don McDermott     | Arne Johansen     |
| 1.500 m. detalls  | Hjalmar Andersen | Wim van der Voort | Roald Aas         |
| 5.000 m. detalls  | Hjalmar Andersen | Kees Broekman     | Sverre Haugli     |
| 10.000 m. detalls | Hjalmar Andersen | Kees Broekman     | Carl-Erik Asplund |

## Medaller
| Posició | País          | Or | Argent | Bronze | Total |
| 1       | Noruega       | 3  | 0      | 3      | 6     |
| 2       | Estats Units  | 1  | 1      | 0      | 2     |
| 3       | Països Baixos | 0  | 3      | 0      | 3     |
| 4       | Canadà        | 0  | 0      | 1      | 1     |
| 4       | Suècia        | 0  | 0      | 1      | 1     |
|         |               |    |        |        |       |
| Total   | Total         | 4  | 4      | 5      | 13    |